# Méliphage à boucle blanche
Territornis albilineata
Espèce
Statut de conservation UICN

 LC  : Préoccupation mineure
Le Méliphage à boucle blanche (Territornis albilineata) est une espèce de passereaux de la famille des Meliphagidae.

## Répartition
Il est endémique au nord de l'Australie.

## Habitat
Il habite les forêts humides tropicales et subtropicales de basse altitude.

## Taxonomie
Il comprenait auparavant le Méliphage du Kimberley (Meliphaga fordiana) comme sous-espèce.